# Velkua

Wappen der ehemaligen Gemeinde Velkua

Velkua [ˈvɛlkuɑ] ist eine ehemalige Gemeinde im Schärenmeer vor der Küste Südwestfinnlands. Sie wurde 2009 in die Stadt Naantali eingemeindet.
Das ehemalige Gemeindegebiet von Velkua umfasst rund 300 Schären und Klippen. Ganzjährig bewohnt sind die Inseln Kalsaari, Lailuoto, Munnimaa, Palva, Salavainen, Talosmeri, Teersalo und Velkuanmaa. Der Hauptort Velkuas heißt Teersalo und liegt rund 20 Kilometer Luftlinie westlich von Naantali. Weitere Dörfer im Gebiet der ehemaligen Gemeinde sind Haukka, Kalsor, Kettumaa, Krööpilä, Palva, Pohjakylä, Salavainen, und Tiurla. Unter Ausschluss der Meeresgebiete hatte die Gemeinde Velkua eine Fläche von 31,99 km². Mit zuletzt 264 Einwohnern gehörte Velkua zur Zeit seiner kommunalen Selbstständigkeit zu den kleinsten finnischen Gemeinden.
Das Gebiet von Velkua gehörte ursprünglich zum Kirchspiel Taivassalo. 1793 wurde die dem heiligen Heinrich geweihte Holzkirche von Velkua fertiggestellt und Velkua erhielt den Status einer Kapellengemeinde. Im Dritten Russisch-Schwedischen Krieg kam es 1808 zu einer Seeschlacht vor Velkua. Dabei landeten russische Truppen auf Velkua und plünderten die Kirche. Im Zuge der Trennung der Verwaltung der Landgemeinden von der Kirchenverwaltung entstand 1863 die politische Gemeinde Velkua. Zum Jahresbeginn 2009 wurde Velkua zusammen mit Rymättylä und Merimasku in die auf dem Festland gelegene Stadt Naantali eingemeindet.